# Kashiani
Kashiani (en bengali : কাশিয়ানী) est une upazila du Bangladesh dans le district de Gopalganj. En 1991, on y dénombrait 205 596 habitants.